# Alois Stadlober
Alois Stadlober (Judenburg, 11 aprile 1962) è un ex fondista austriaco.
È marito della sciatrice alpina Roswitha Steiner e padre della fondista Teresa, a loro volta sciatrici di alto livello.

## Biografia
In Coppa del Mondo ottenne il primo risultato di rilievo il 19 dicembre 1987 a Davos (11°) e il primo podio il 12 dicembre 1998 a Dobbiaco (3°).
In carriera prese parte a cinque edizioni dei Giochi olimpici invernali, Sarajevo 1984 (25° nella 15 km, 24° nella 50 km, 11° nella staffetta), Calgary 1988 (36° nella 15 km, 33° nella 30 km, non conclude la 50 km, 10° nella staffetta), Albertville 1992 (8° nella 10 km, 19° nella 30 km, 10° nell'inseguimento, 9° nella staffetta), Lillehammer 1994 (10° nella 10 km, 15° nella 50 km, 11° nell'inseguimento) e Nagano 1998 (12° nella 10 km, 12° nella 50 km, 14° nell'inseguimento, 9° nella staffetta), e a quattro dei Campionati mondiali, vincendo due medaglie.

## Palmarès

### Mondiali
- 2 medaglie:
  - 1 oro (staffetta[2] a Ramsau am Dachstein 1999)
  - 1 argento (10 km[2] a Ramsau am Dachstein 1999)

### Coppa del Mondo
- Miglior piazzamento in classifica generale: 11º nel 1999
- 2 podi (1 individuale, 1 a squadre[3])[4]:
  - 2 terzi posti (1 individuale, 1 a squadre)

### Campionati austriaci
- 44 medaglie[5]:
  - 29 ori (15 km, 30 km nel 1983; 15 km nel 1984; 50 km nel 1985; 15 km, 50 km nel 1986; 30 km nel 1987; 15 km nel 1988; 15 TC, 30 km nel 1989; 15 km, 30 km, 50 km nel 1990; 15 km TC, 15 km TL, 50 km nel 1991; 10 km, 15 km, 30 km, 50 km nel 1992; 30 km nel 1993; 10 km, 30 km nel 1994; 10 km, 30 km, inseguimento nel 1995; 50 km nel 1996; 10 km, inseguimento nel 1999)
  - 12 argenti (50 km nel 1983; 50 km nel 1984; 30 km 1985; 15 km nel 1987; 30 km, 50 km nel 1988; 15 TL nel 1989; 30 km nel 1991; 15 km nel 1994; 10 km, inseguimento nel 1996; 50 km nel 1998)
  - 3 bronzi (15 km nel 1985; 10 km, 15 km nel 1993)